# Plas Johnson
Plas John Johnson Jr. (* 21. Juli 1931 in Donaldsonville, Louisiana) ist ein US-amerikanischer Tenorsaxophonist des Soul Jazz and Hardbop. In Erinnerung bleiben wird er für sein Spiel in Henry Mancinis Pink Panther Theme.

## Leben und Wirken
Plas Johnson lernte Sopransaxophon von seinem Vater und studierte an der Westlake School of Music in Los Angeles. Er nahm mit seinem Bruder Ray, einem Pianisten, Ende der 1940er Jahre als The Johnson Brothers in New Orleans Platten auf; danach tourte er mit dem Rhythm-and-Blues-Sänger Charles Brown. Nach seinem Militärdienst zog er nach Los Angeles, arbeitete dort in den Studios als Sessionmusiker und begleitete Künstler wie B. B. King und Johnny Otis und viele andere Musiker der R&B-Szene. Ein früher Förderer war Maxwell Davis, der ihn für Aufnahmesessions für das Plattenlabel Modern Records anheuerte.
Mitte der 1950er Jahre arbeitete Johnson für das Label Capitol Records und wirkte an zahlreichen Plattenaufnahmen mit, so bei Peggy Lee, Nat King Cole, Frank Sinatra und anderen. Als Sessionmusiker arbeitete er in den nächsten zwanzig Jahren in einem breiten musikalischen Spektrum, so auch Filmmusiken und Rock ’n’ Roll, wie für Titel von Ricky Nelson. Er wirkte auch an vielen Alben der Beach Boys mit und war Mitglied populärer Instrumental-Bands, wie etwa B. Bumble & the Stingers. 1957/8 spielte er mit Irving Ashby. Außerdem wirkte er an Aufnahmen vieler Jazzmusiker mit, wie Benny Carter (1959), Johnny Hartman, Les McCann, Gerald Wilson und Zoot Sims.
1963 war er an der Aufnahme des legendären „Pink Panther-Themas“ beteiligt (Der rosarote Panther). Solos hatte er auch bei Themen-Musiken von Fernseh-Serien wie The Odd Couple. Außerdem wirkte Johnson bei Aufnahme-Sessions des Motown Label mit und spielte bei Hits von Marvin Gaye, The Supremes und anderen mit. Anfang der 1960er Jahre nahm er auch eigene Platten unter dem Pseudonym Johnny Beecher auf (Sax Fifth Avenue, 1962).
1970 spielte er in der Studioband der Merv Griffin Show. In den nächsten fünfzehn Jahren arbeitete er außerdem regelmäßig mit Musikern wie Ray Brown, Jimmy Cheatham, Herb Ellis (1974/5), Nat Pierce, Jake Hanna, Gene Harris (Europa-Tour 1990), Benny Powell, Jack Sheldon und Kai Winding zusammen und trat gelegentlich auf Jazzfestivals auf. 1991 war er mit den Newport Festival All Stars in Europa. Weiterhin legte er Alben unter eigenem Namen vor wie Hot, Blue & Saxy, Evening Delight oder Keep That Groove Going! (mit Red Holloway).